# St. Jakobi (Wittlohe)

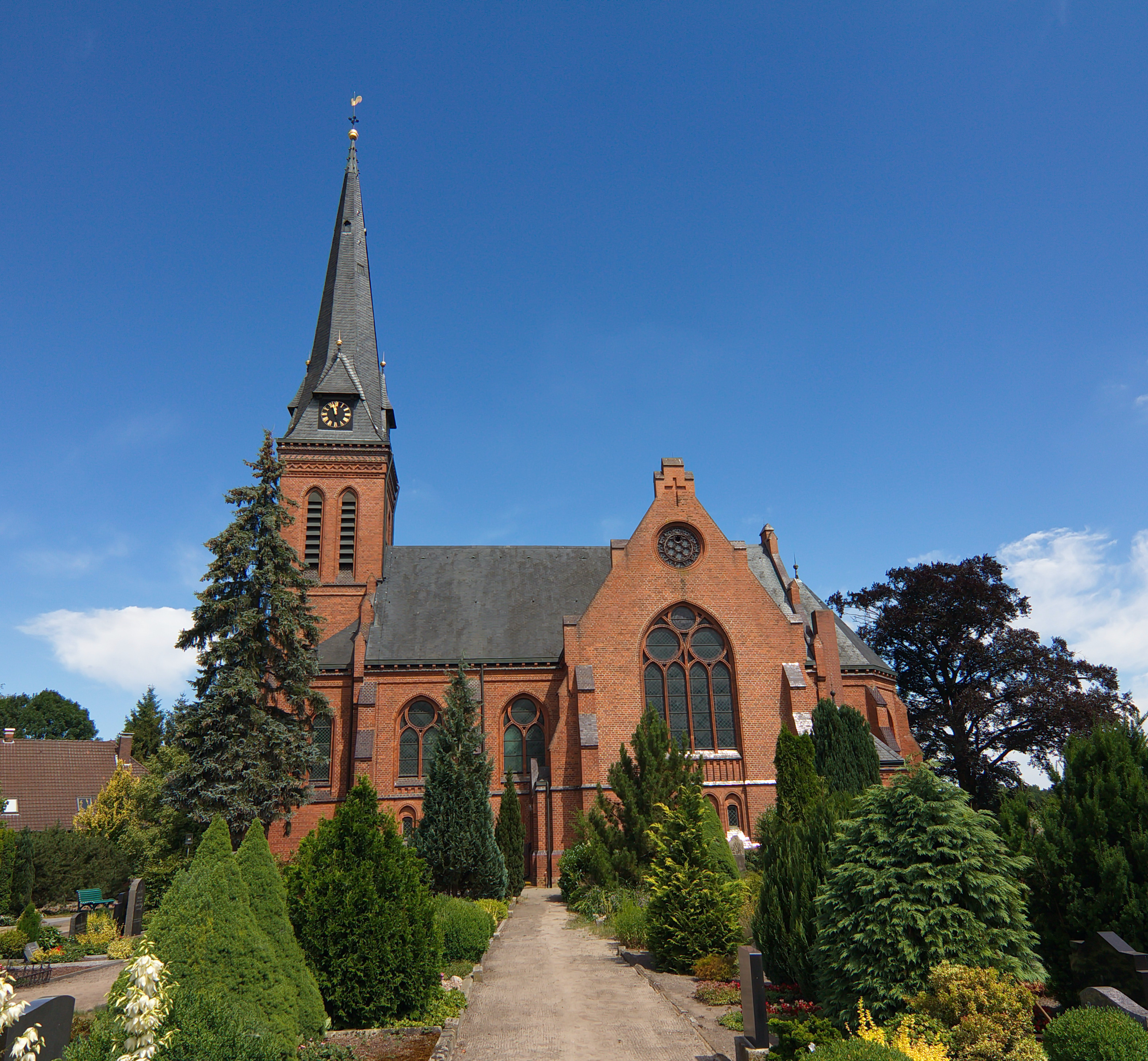
St. Jakobi

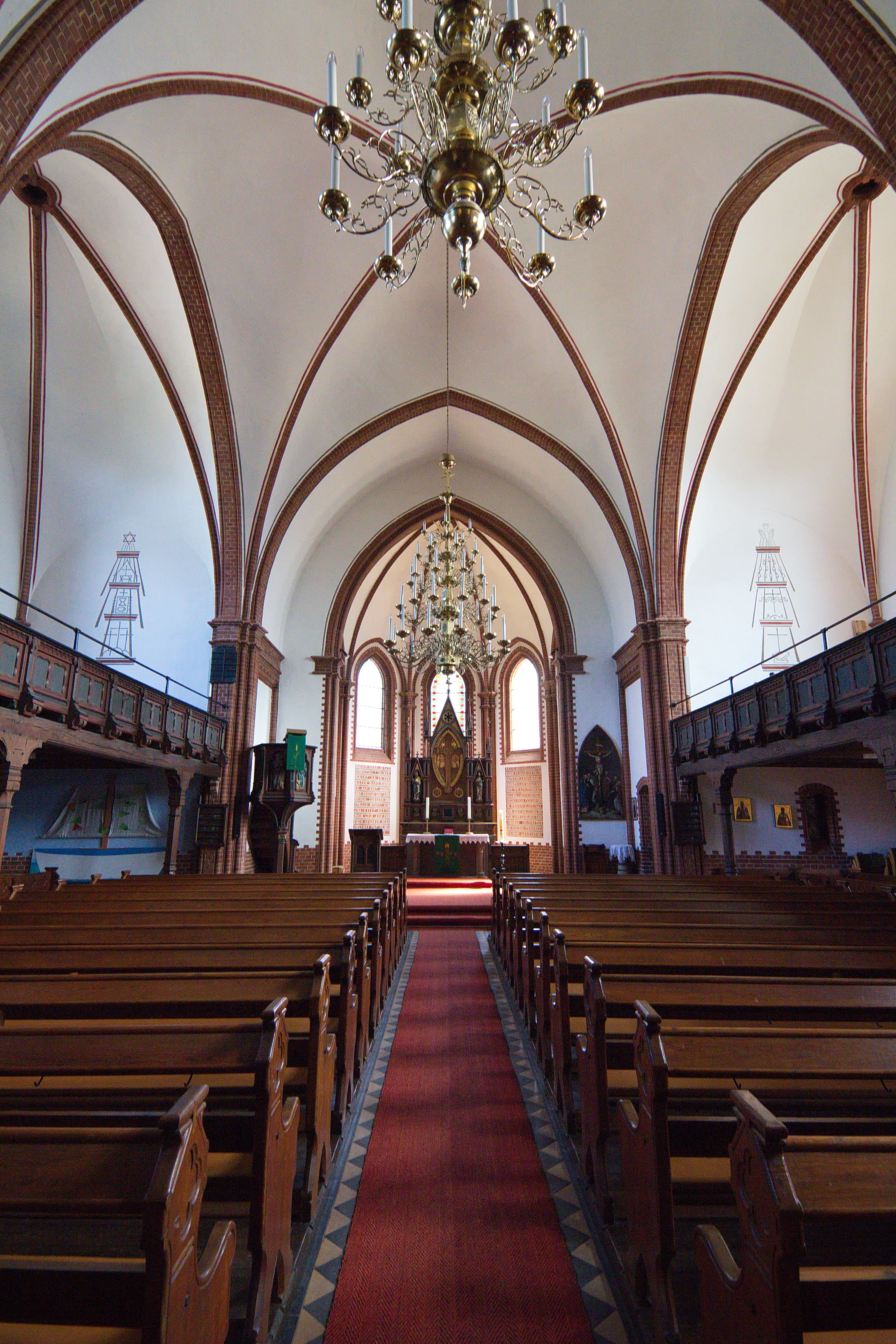
Innenansicht

Die evangelisch-lutherische, denkmalgeschützte Kirche St. Jakobi steht auf dem Kirchfriedhof von Wittlohe, einem Ortsteil der Gemeinde Kirchlinteln im Landkreis Verden von Niedersachsen. Die Kirchengemeinde gehört zum Kirchenkreis Verden im Sprengel Stade der Evangelisch-lutherischen Landeskirche Hannovers.

## Geschichte
Im Jahr 1470 ist, allerdings ohne Nennung des Namens, ein Kirchenherr belegt und die gleiche Quelle nennt überdies einen Kirchvater. Weitere Details finden sich erst in einer um 1630 entstandenen Quelle. 1891 beschloss die Kirchengemeindeleitung, eine neue Kirche zu errichten, da die alte war mittlerweile zu klein. Im Juni 1893 wurde nordöstlich der alten Kirche der Grundstein für den Neubau nach einem Entwurf von Karl Börgemann gelegt, im August 1894 wurde die Kirche eingeweiht. Die mittelalterliche Kirche blieb zunächst erhalten, erst 1908  wurde das Kirchenschiff abgebrochen und 1927/28 auch der Kirchturm.

## Beschreibung
Die neugotische Hallenkirche hat ein Langhaus aus einem breiten Mittelschiff und zwei schmalen Seitenschiffen, die nur zwei Joche lang sind. Im Westen steht der Kirchturm mit seitlichen Treppentürmen. Zwischen dem Langhaus und dem eingezogenen Chor, an dem im Südosten die Sakristei angebaut ist, befindet sich ein breites Querschiff. An den Chor ist eine polygonale Apsis angebaut. Alle Dächer haben eine Schieferdeckung. Der Kirchturm ist mit einem vierseitigen Ansatz, das unterhalb von Spitzgauben die Zifferblätter der Turmuhr enthält, und einem achteckig ausgezogenen Helm bedeckt, bekrönt mit einer Turmkugel und einem Wetterhahn. Im obersten Geschoss des Turms befindet sich der Glockenstuhl hinter je zwei spitzbogige Klangarkaden, in dem vier Kirchenglocken hängen, die 1954 von der Glocken- und Kunstgießerei Rincker gegossen wurden.
Der Innenraum des Langhauses und des Querschiffs werden durch die dreiseitig umlaufende, auch das gesamte Querhaus ausfüllende Empore zusammengefasst.  Der Innenraum wird ferner durch die weite Vierung bestimmt. Die Wände des Kirchenschiffs und des Chors werden von Strebepfeilern gestützt, zwischen denen am Kirchenschiff zweistöckig die Fenster angeordnet sind. Oben sind es breite spitzbogige Fenster mit schlichtem Maßwerk, unten sind es kleine flachbogige Fenster in spitzbogigen Nischen. An den Giebeln der Querhäuser sind unten vier kleine Flachbogenfenster, darüber ein breites, vierbahniges Maßwerkfenster. Die hochliegenden Spitzbogenfenster am Chor haben kein Maßwerk. Im Giebeldreieck befindet sich ein Ochsenauge. Der Innenraum des Langhauses ist mit einem Kreuzrippengewölbe überspannt. Das Mittelschiff öffnet sich zum Chor mit einem spitzbogigen Chorbogen.
Zur Kirchenausstattung aus der Erbauungszeit gehört ein Altar, dessen hölzernes Altarretabel mit Wimpergen und Fialen verziert ist. Im hohen Mittelfeld befindet sich eine Mandorla mit einem Kruzifix, in den Seitenfeldern Statuen von Moses und Johannes dem Täufer. In der Predella sind vier geschnitzte Reliefs, die Abel, Melchisedek, Isaak und Aaron zeigen. An der Brüstung der hölzernen Kanzel sind Reliefs der vier Evangelisten.
Die Orgel mit 17 Registern, verteilt auf zwei Manuale und ein Pedal, wurde 1894 von P. Furtwängler & Hammer gebaut und 1995 von Alfred Führer restauriert,